# Хардисон, Кадим
Кадим Хардисон (англ. Kadeem Hardison, родился 24 июля 1965) — американский актер кино и телевидения. Он наиболее известен своей ролью Дуэйна Уэйна в телесериале "Другой мир". Калдим Хардисон также снялся в сериале Disney Channel "Кей Си. Под прикрытием" в роли Крейга Купера, отца главной героини. Кадим Хардисон сыграл роль Спенсера в популярном телесериале "Черный понедельник". 

## Ранние годы
Хардисон родился в Бедфорд–Стайвесант, Бруклин, Нью-Йорк, США. Кадим Хардисон — единственный ребенок Дональда Макфаддена, коллекционера антиквариата и изобразительного искусства, и Бетанн Хардисон, модели и общественного деятеля  .

## Избранная фильмография
| Год  | Название                    | Оригинальное название   | Роль                      |
| ---- | --------------------------- | ----------------------- | ------------------------- |
| 1984 | Бит-стрит                   | Beat Street             | старшеклассник            |
| 1987 | Вражеская территория        | Enemy Territory         | A-Train                   |
| 1988 | Я достану тебя, ублюдок     | I’m Gonna Git You Sucka | Вилли                     |
| 1992 | Белые люди не умеют прыгать | White Men Can't Jump    | Джуниор                   |
| 1994 | Стрелок                     | Gunmen                  | Иззи                      |
| 1994 | Человек эпохи Возрождения   | Renaissance Man         | рядовой Джамал Монтгомери |
| 1995 | Пантера                     | Panther                 | Джадж                     |
| 1995 | Вампир в Бруклине           | Vampire In Brooklyn     | Джулиус Джонс             |
| 1997 | Шестой игрок                | The 6th Man             | Антуан Тайлер             |
| 1997 | Драйв                       | Drive                   | Малик Броуди              |
| 2002 | Шоу начинается              | Showtime                | Кайл                      |
| 2003 | Байкеры                     | Biker Boyz              | T.J                       |
| 2008 | Друг невесты                | Made of Honor           | Феликс                    |
| 2019 | Паддлтон                    | Paddleton               | Дэвид                     |

## Личная жизнь
Кадим Хардисон был женат на американской певице Шанте Мур с 1997 по 2000 год; в браке у пары родилась дочь, София (г.р. 1996).